# Station Arnemuiden
Station Arnemuiden is een klein spoorwegstation aan de lijn Vlissingen - Roosendaal.

## Geschiedenis
Het werd geopend op 1 maart 1872 en lag oorspronkelijk aan de noordzijde van het dorp Arnemuiden. Het emplacement Arnemuiden was zeer sober ingericht en bestond enkel uit een stationsgebouw en een kleine goederenloods. Zoals bij veel stations aan de Zeeuwse Lijn het geval is, liggen de beide perrons niet tegenover elkaar, maar bevinden zij zich aan weerszijden van een overweg (bajonetligging).
Er was nog geen goederenspoor aanwezig. In 1877 werd het emplacement uitgebreid met een goederenspoor en een los- en laadweg. Het goederenvervoer bestond overwegend uit het verzenden van vis, garnalen en suikerbieten en het aanvoeren van kolen en levensmiddelen. Tot in de jaren 1960 veranderde er weinig op het emplacement. In de jaren zestig raakte de los- en laadweg geleidelijk in onbruik. In 1969 werd de los- en laadweg en het goederenspoor buiten gebruik gesteld. Sinds het einde van de jaren 1970 heeft het dorp zich ook uitgebreid naar de overzijde van de spoorlijn.
Ten behoeve van het voor- en natransport van reizigers zijn er fietskluizen en twee onbewaakte fietsenstallingen aanwezig. Ook is er parkeergelegenheid voor auto's.
In 2006 dreigde nog even de sluiting van het station, maar dit is in overleg voorkomen. Met de invoering van de HSL Zuid is een volledig nieuwe dienstregeling voor met name Zeeland gaan gelden. Op alle stations langs de Zeeuwse lijn stoppen de treinen twee keer per uur.

## Treinseries die stoppen op station Arnemuiden
De volgende treinseries van de NS stoppen op station Arnemuiden in de dienstregeling 2025:
| Serie | Treinsoort     | Route | Bijzonderheden |
| ----- | -------------- | --- | --- |
| 2200  | Intercity (NS) | Amsterdam Centraal – Amsterdam Sloterdijk – Haarlem – Leiden Centraal – Den Haag HS – Delft – Schiedam Centrum – Rotterdam Centraal – Dordrecht – Roosendaal – Arnemuiden – Vlissingen | Rijdt op weekdagen overdag 1x/uur en vormt een halfuurdienst met series 2300 (tussen Amsterdam Centraal en Roosendaal) en 6500 (tussen Roosendaal en Vlissingen). 's Avonds en in het weekend rijdt deze serie 2x/uur. |
| 6500  | Sprinter (NS)  | Roosendaal – Bergen op Zoom – Goes – Arnemuiden – Middelburg – Vlissingen | Rijdt doordeweeks 1x per uur. Rijdt niet 's avonds en in het weekend. |

In de late avond rijdt de op een na laatste Intercity richting Amsterdam Centraal niet verder dan Rotterdam Centraal. De laatste Intercity rijdt zelfs niet verder dan Roosendaal. Deze twee laatste treinen stoppen tot Roosendaal op alle tussengelegen stations.

## Galerij

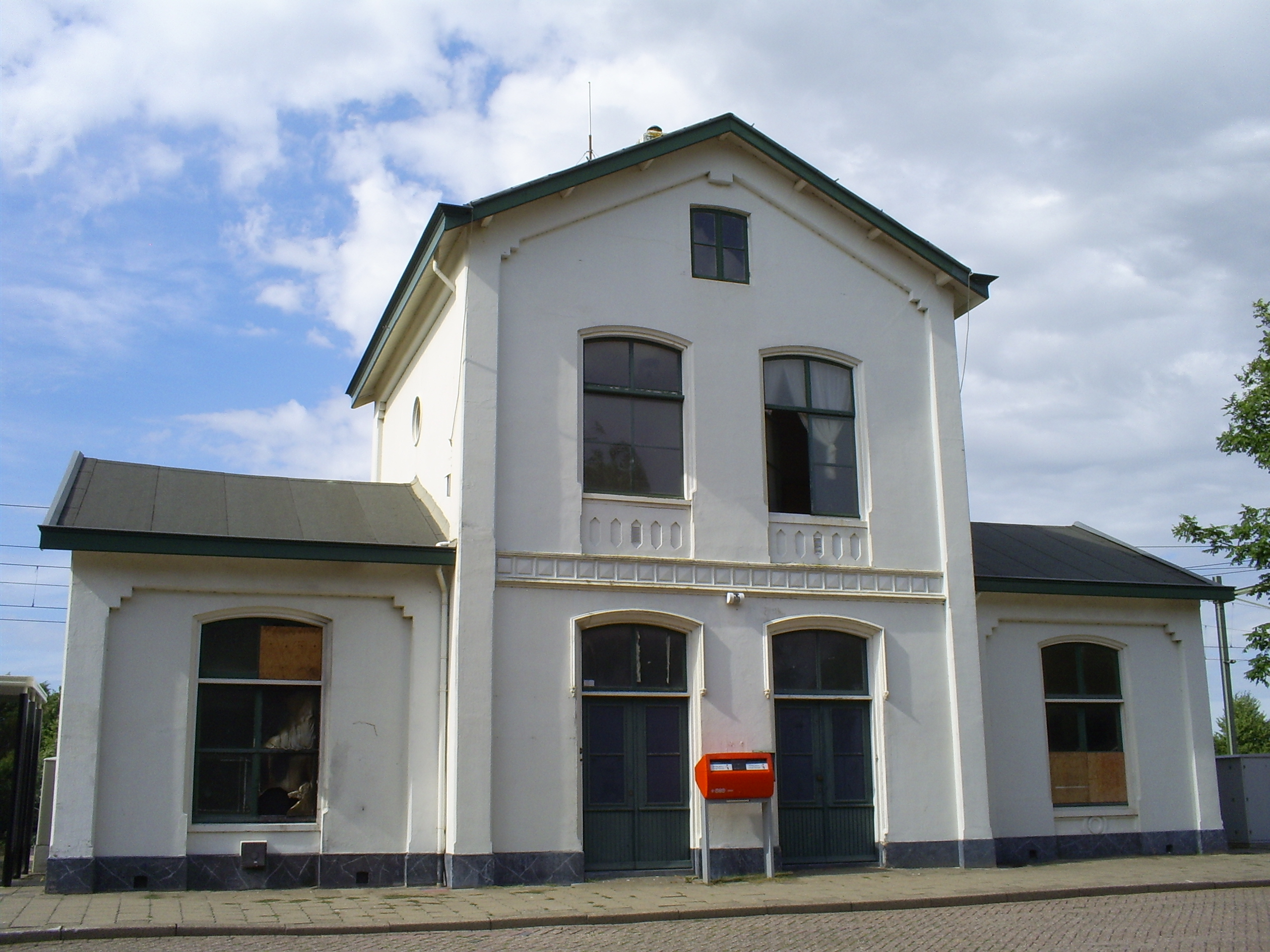
Stationsgebouw straatzijde
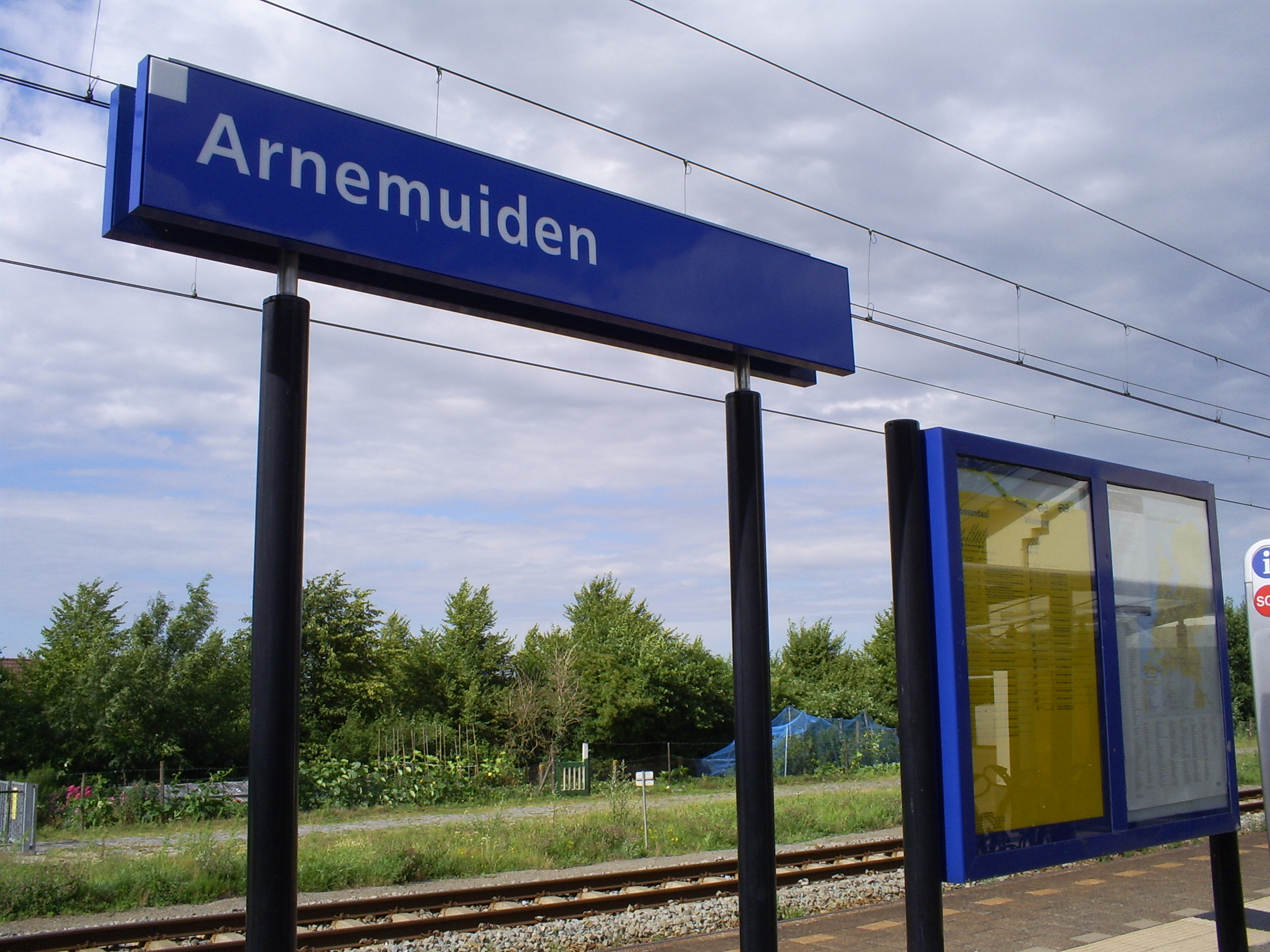
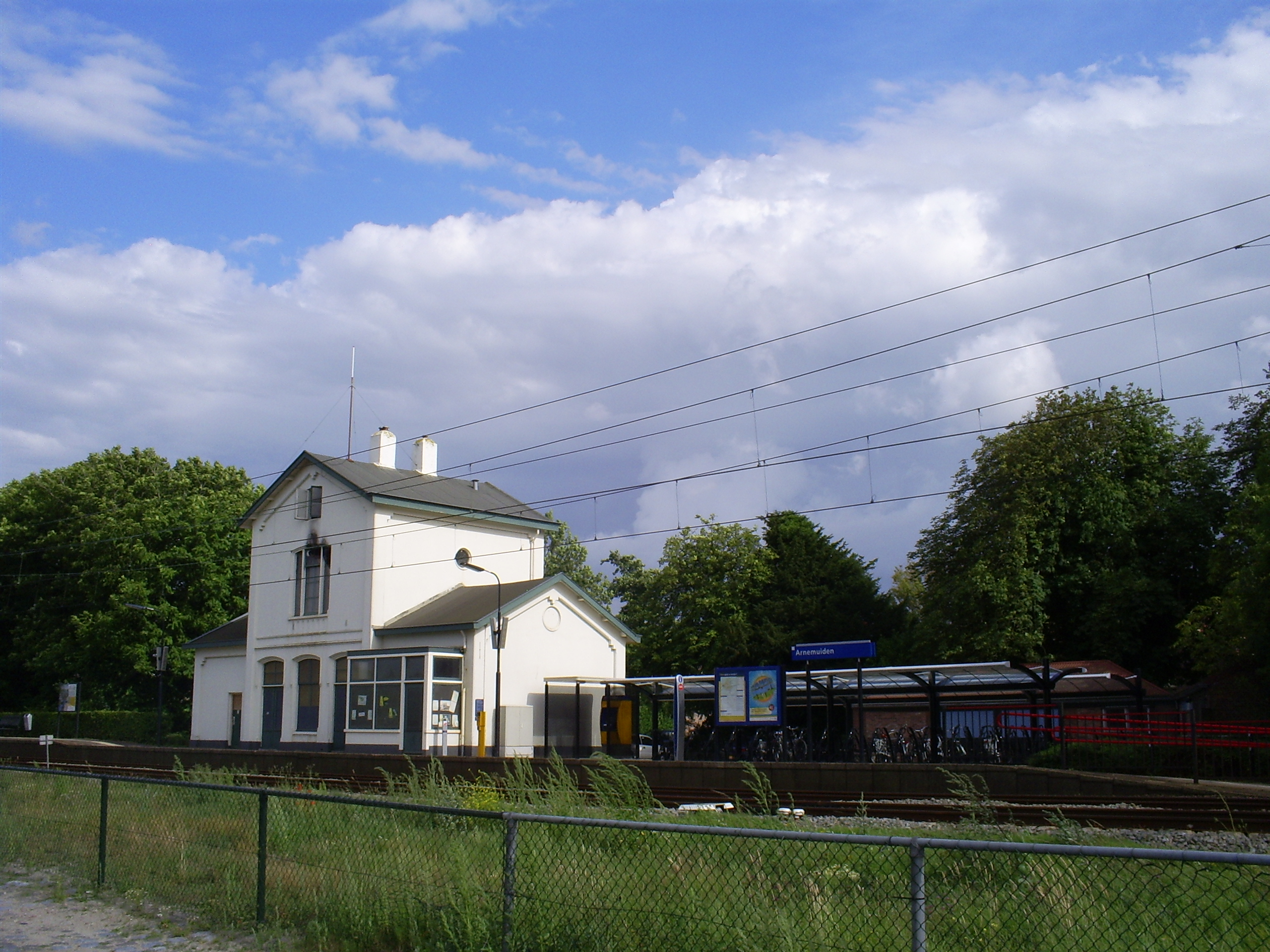
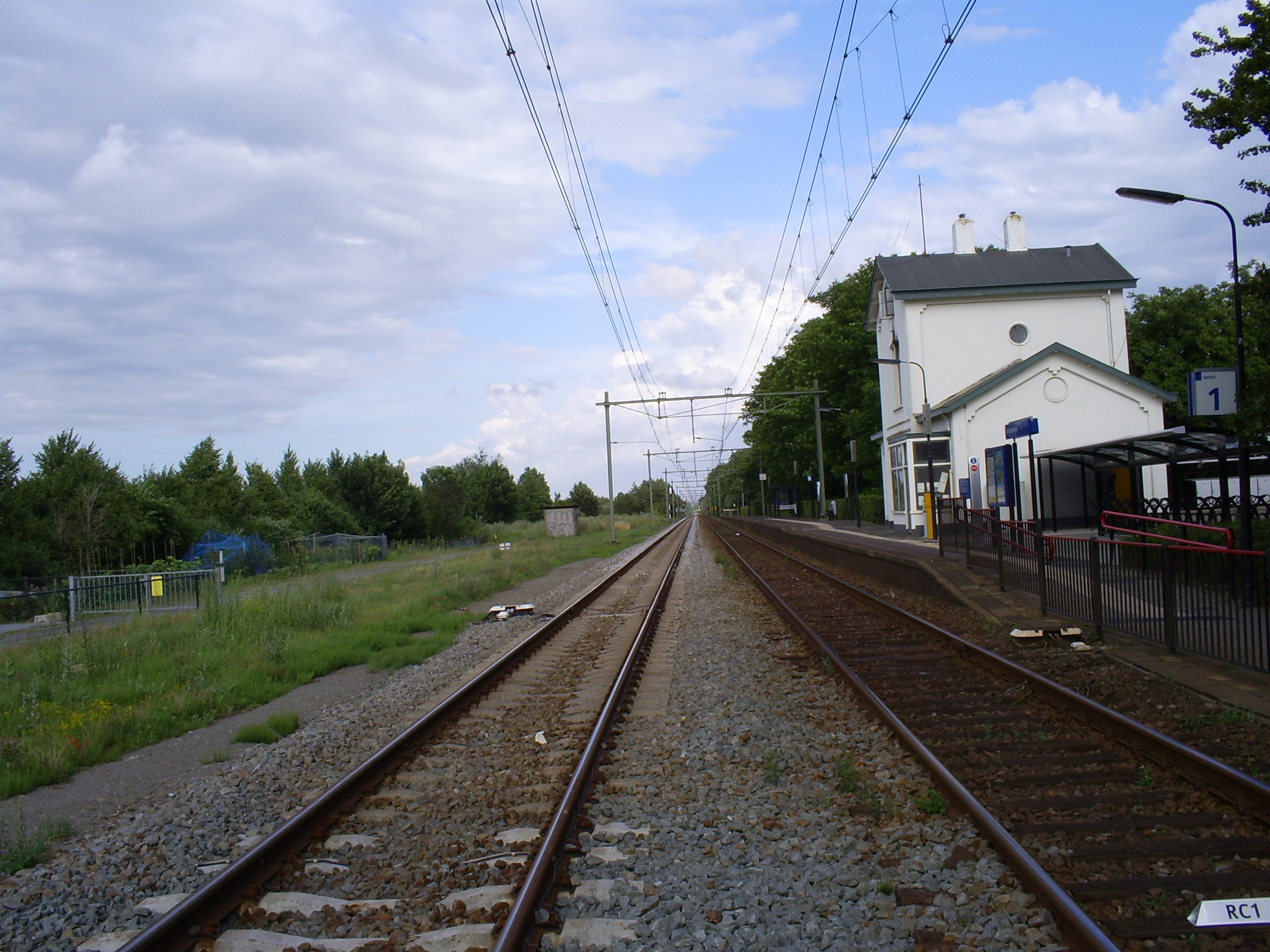
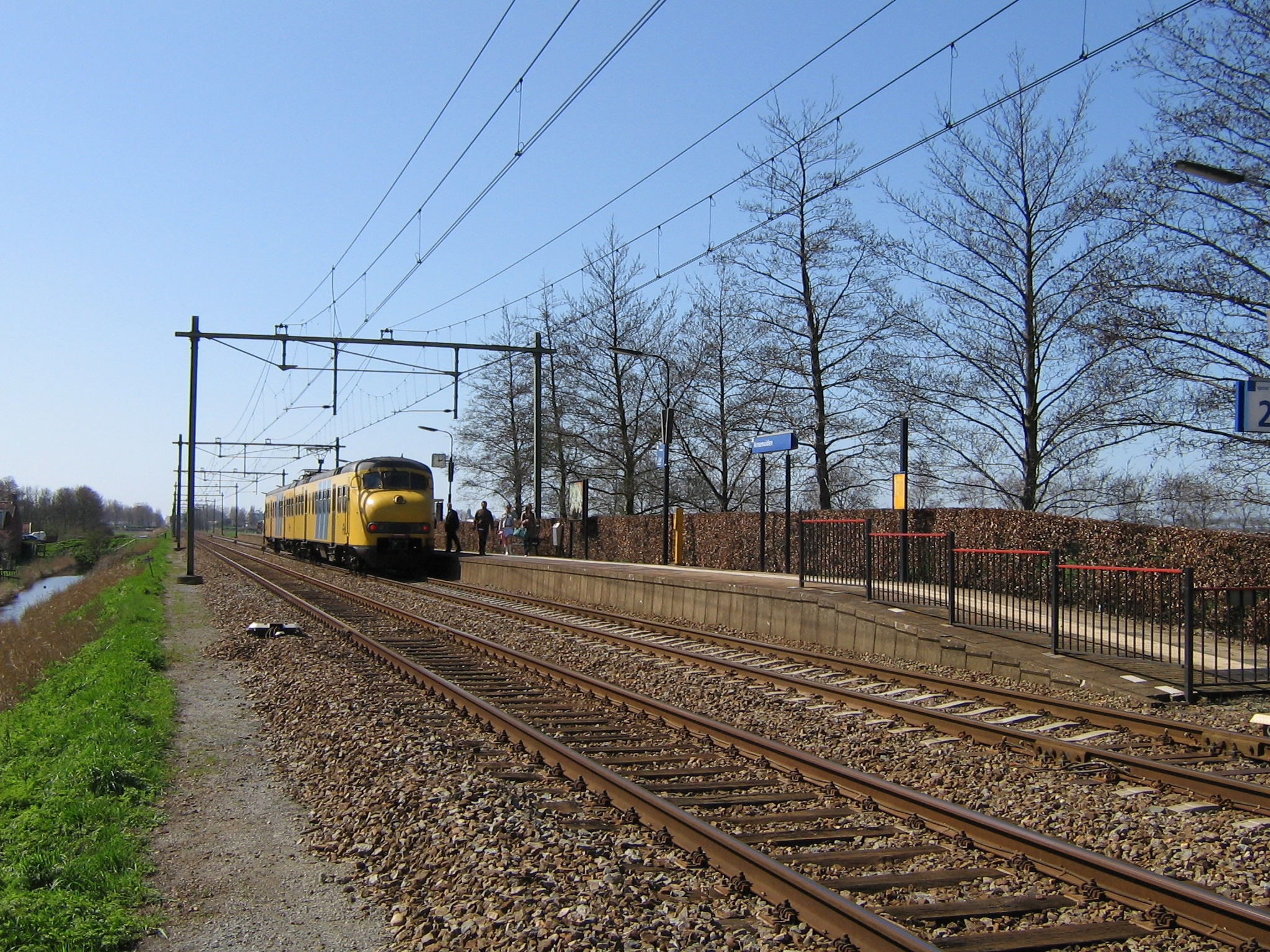
Station Arnemuiden, met stoptrein vanuit Roosendaal
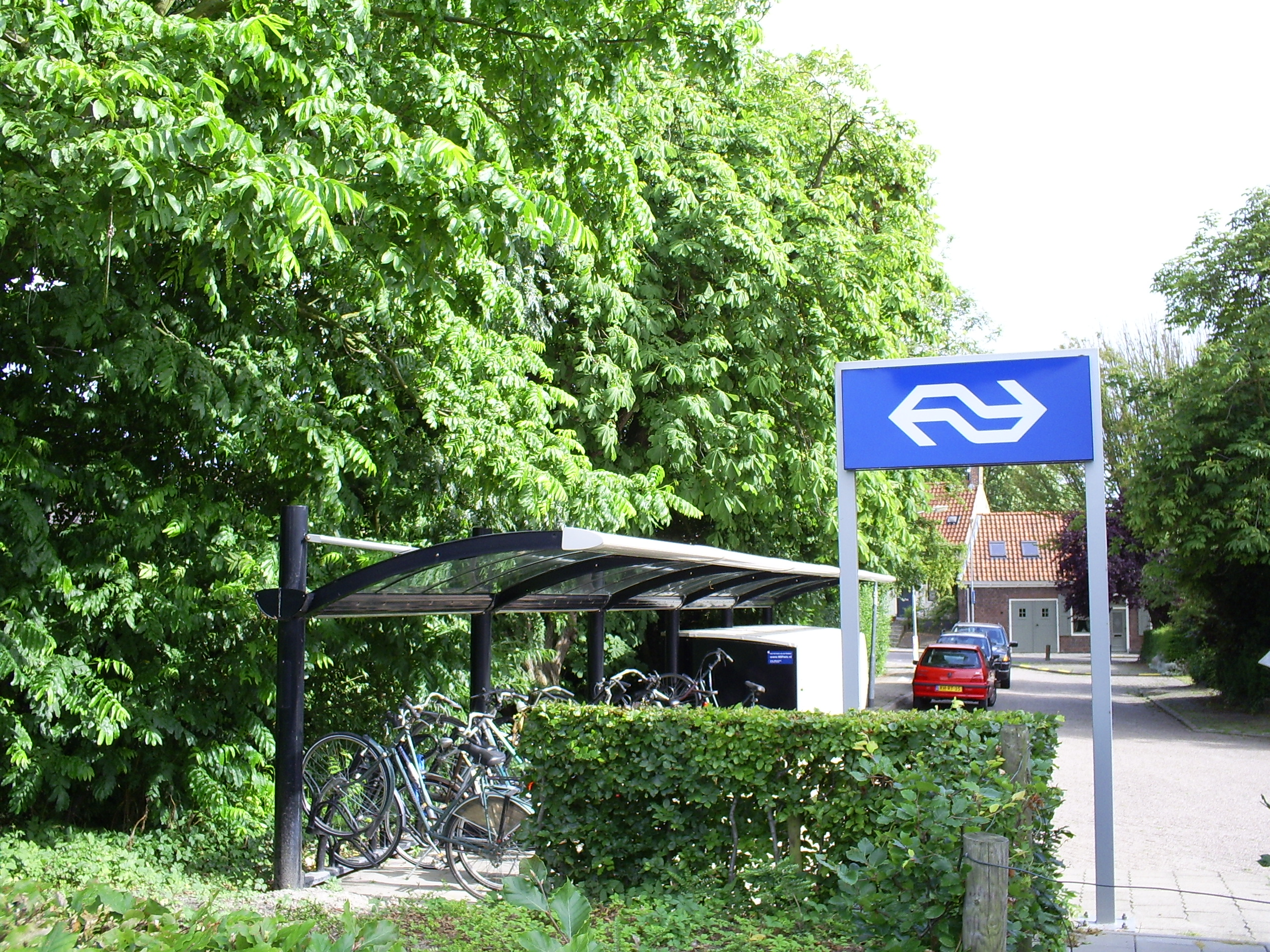
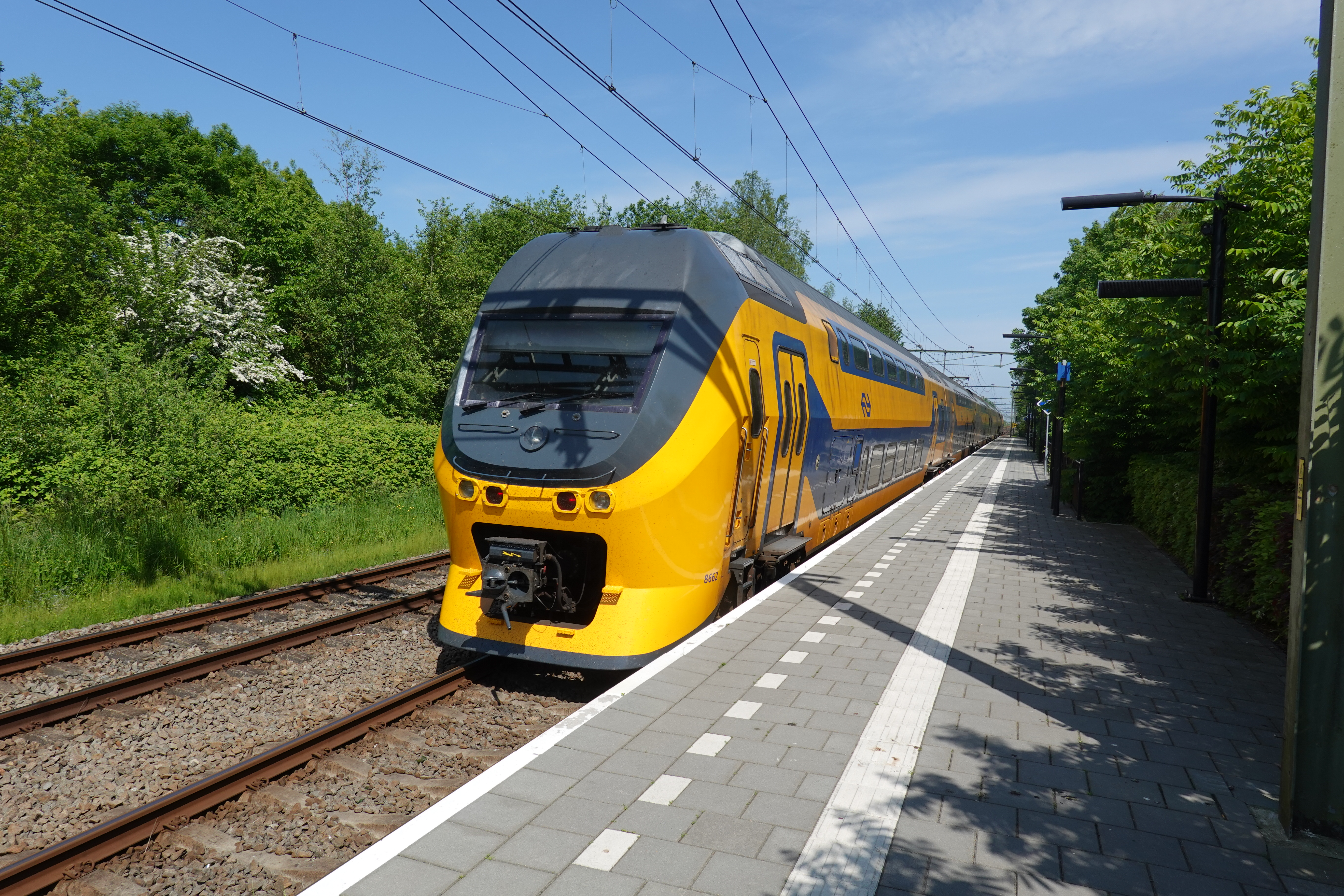
VIRMm op het station